# 1595 год в музыке

## События
- 6 марта — Испанский композитор и органист Эстасио де Ласерна[исп.] уходит в отставку с должности органиста Соборной церкви Сан-Сальвадор в Севилье, чтобы с 1 апреля того же 1595 года занять должность органиста Королевской капеллы в Лиссабоне.
- 28 апреля — Испанский композитор Себастьян Раваль назначен капельмейстером вице-королевской капеллы испанского наместника в Палермо.
- Итальянский композитор и капельмейстер Асприлио Пачелли назначен капельмейстером Тевтонской коллегии[англ.] в Риме.
- Франко-фламандский композитор и капельмейстер Эгидий Бассенгиус[нем.], состоявший на службе у австрийского эрцгерцога Максимилиана III, получил также и должность городского органиста, но умер в апреле того же года и был похоронен 1 мая на кладбище в Винер-Нойштадте.
- Испанский композитор и капельмейстер Педро Бермудес[исп.] был приглашён новоназначенным епископом города Куско (Перу), чтобы взять на себя музыкальное руководство собором.
- Французский композитор Эсташ Дю Корруа[фр.] стал придворным капельмейстером и композитором камерной музыки при дворе Генриха IV.
- Английский композитор Джон Фармер[англ.] был назначен органистом собора Крайст-черч в Дублине.
- Немецкий композитор и органист Ганс Лео Хасслер был возведён в дворянство императором Рудольфом II вместе со своими братьями Каспаром и Якобом[нем.].
- Немецкий кантор и композитор Иоганнес Герольд[англ.], ранее руководивший фигуральным пением, становится руководителем хора в приходской церкви св. Эгида. В том же году он женился на Марии Хайсер из Клагенфурта.
- Итальянский композитор и дирижёр Джованни Баттиста Мосто[англ.] вернулся в Падую, чтобы снова работать дирижером в местном соборе.
- Немецкий композитор и органист Иоганн Штеффенс[нем.] официально назначен органистом церкви Святого Иоанна в Люнебурге.
- Нидерландский композитор, органист, клавесинист и педагог Ян Питерсзон Свелинк в качестве эксперта по органам предпринял ряд поездок для осмотра новых органов в свой родной город Девентер.
- Итальянский композитор Джованни Кроче назначен вице-капельмейстером Собора Святого Марко (Венеция).
- Немецкий теоретик музыки, композитор и органист Михаэль Преториус стал органист при дворе в Вольфенбюттеле.
- Катерина Гонзага, дочь маркиза Альфонсо Гонзага, поручила Костанцо Антеньяти[итал.], известному итальянскому композитору, музыканту и органному мастеру, строительство органа в церкви Святого Эразма Препозитурале в Кастель-Гоффредо[1].

## Публикации
- Грегор Айхингер[нем.] — Вторая книга мотетов (Венеция: Анджело Гардано).
- Джамматео Азола[итал.] — Officium maioris hebdomadae… (Венеция: Риккардо Амадино[итал.]).
- Иоганн Авиан[нем.] — Delphica & vera pennae literatae nobilitas для четырёх голосов (Эрфурт: Георг Бауманн)[2].
- Адриано Банкьери — Concerti ecclesiastici для восьми голосов (Венеция: Джакомо Винченти[итал.]).
- Паоло Беллазио[англ.] — Пятая книга мадригалов для пяти голосов, издана посмертно (Верона: Франческо Далле Донне).
- Джулио Белли[итал.] — Первая книга месс и священных кантионов (мотетов) для восьми голосов (Венеция: Риккардо Амадино).
- Иоахим фон Бурк[нем.] — XV Psalmi Graduum для четырёх голосов, включает тексты Цириака Шнегаса[нем.] (Эрфурт: Георг Бауманн).
- Джованни Антонио Чирулло[итал.] — Il primo libro de madrigali для пяти голосов (Венеция)[3].
- Камилло Кортеллини[итал.] — Псалмы для шести голосов (Венеция: Джакомо Винченти).
- Джованни Кроче
  - Вторая книга мотетов для восьми голосов (Венеция: Джакомо Винченти).
  - Triaca Musicale (Музыкальное противоядие) для четырех, пяти, шести и семи голосов (Венеция: Джакомо Винченти), сборник каприччио.
- Кристоф Демантиус
  - Neue Teutsche Weltliche Lieder (Новые немецкие светские песни) в пяти частях для голосов и инструментов (Нюрнберг: Пауль Кауфманн для Андреаса Волькена).
  - Epithalamion для пяти голосов на свадьбу Иоганна Байерса и Сабины (Лейпциг: Захариас Бервальд).
  - Melos eyphemetikon для шести голосов на свадьбу Николаи Фрича (Гёрлиц: Амброзиус Фрич).
- Иоганн Эккард
  - Epithalamium (Quod Domino solet esse suo) для пяти голосов, свадебная песня (Кёнигсберг: Георг Остербергер).
  - Epithalamium (Interpres utriusque), свадебная песня (Кёнигсберг: Георг Остербергер).
- Альбинус Фабрициус — Cantiones sacrae для шести голосов (Грац)[4].
- Арнольдус Фландрус — Sacrae cantiones … liber primus для четырёх голосов (Венеция)[5].
- Паоло Фонгетто — Lamentationes in hebdomada maiori decantandae, missaque triplici modo concinenda для трёх голосов (Верона)[6].
- Альфонсо Фонтанелли[итал.] — Первая книга мадригалов для пяти голосов, опубликована анонимно (Феррара: Витторио Бальдини).
- Андреа Габриели — Ricercari, libro secondo (Венеция: Анджело Гардано), вторая книга его органной музыки, опубликованная посмертно.
- Бартоломеус Гезиус[нем.]
  - Гимны для пяти голосов (Виттенберг: Иоганн Хартманн).
  - Hochzeit gesänge для пяти, шести и восьми голосов, свадебные песнопения для Фридриха Хартмана, его печатника (Франкфурт-на-Одере: Андреас Эйхорн).
- Карло Джезуальдо — Третья книга мадригалов для пяти голосов (Феррара: Витторио Бальдини).
- Адам Гумпельцхаймер[нем.] — Contrapunctus для четырёх и пяти голосов (Аугсбург: Валентин Шёнигк).
- Орландо ди Лассо — Lagrime di San Pietro, духовный мадригальный цикл, посвящённый поэзии Луиджи Тансилло, опубликован посмертно (Мюнхен: Адам Берг).
- Луццаско Луццаски — Пятая книга мадригалов для пяти голосов (Феррара: Витторио Бальдини).
- Лука Маренцио
  - Шестая книга мадригалов для шести голосов (Венеция: Анджело Гардано).
  - Седьмая книга мадригалов для пяти голосов (Венеция: Анджело Гардано).
- Тибурцио Массаино — Первая книга месс для шести голосов (Венеция: Риккардо Амадино).
- Ринальдо дель Мел[нидерл.]
  - Пятая книга мотетов для шести, восьми и двенадцати голосов (Венеция: Анджело Гардано).
  - Третья книга мадригалов для шести голосов (Венеция: Анджело Гардано).
- Симоне Молинаро[итал.] — Первая книга канцонетт для трех и четырёх голосов (Венеция: Анджело Гардано).
- Филипп де Монте — Семнадцатая книга мадригалов для пяти голосов (Венеция: Анджело Гардано).
- Томас Морли
  - Первая книга балетов на пять голосов, в том числе Now Is the Month of Maying (Лондон: Томас Эсте).
  - Первая книга канцонетов на два голоса (Лондон: Томас Эсте).
- Джованни Мария Патарини — Псалмы для четырёх голосов (Венеция: Анджело Гардано).
- Себастьян Раваль — Мадригалы для 3, 5 и 8 голосов.
- Франческо Стивори — Sacrae cantiones для четырёх равных голосов (Верона)[7].
- Фридрих Вайсензе[нем.] — Evangelische Sprüche auß den Evangelien der vornemsten und feyerlichen Fest-Tagen … Der erste Theil (Эрфурт)[8].
- Либерале Занчи — Il primo libro de madrigali для пяти голосов (Венеция)[9].

## Родились

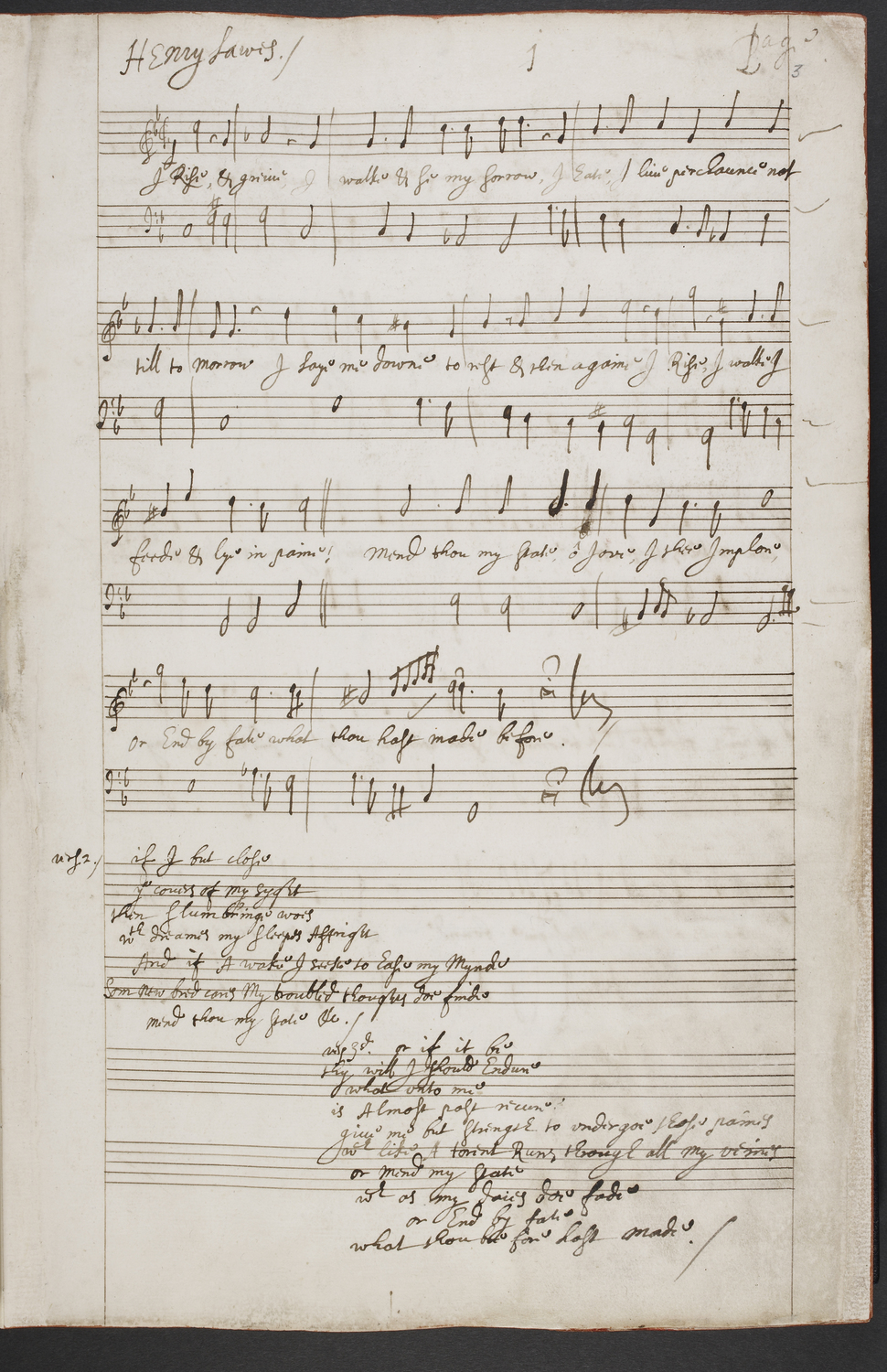
Рукопись песни I Rise and Grieve, написанная рукой Лоуза.

- 5 января (крещён) — Генри Лоуз[англ.], английский музыкант и композитор, ведущий автор песен середины XVII века.[10], старший брат композитора Уильяма Лоуза (ум. в 1662).
- 13 января? – Джачинто Меруло (итал. Giacinto Merulo), итальянский композитор и органист (умер в 1650)[11]
- 26 января — Антонио Мария Аббатини, итальянский композитор и капельмейстер (ум. ок. 1679).
- 5 апреля — Джон Уилсон[англ.], английский композитор, лютнист и музыкальный педагог (ум. в 1674).

Дата неизвестна
- Джованни Баттиста Буонаменте[англ.], францисканец, итальянский скрипач и композитор (умер в 1642)
- Франсиска Дуарте[порт.], португальско-фламандско-еврейская певица, известная как «французский соловей» (ум. в 1640).

## Умерли
- Апрель
  - Аннибале Стабиле[итал.], итальянский композитор эпохи Возрождения, член римской школы и, вероятно, ученик Палестрины (род. в 1535).
  - Эгидий Бассенгиус[нем.], франко-фламандский композитор и капельмейстер позднего Возрождения (род. в середина XVI века).
- 23 июля — Туано Арбо, французский священник, писатель и композитор, автор трактата «Орхезография» (род. в 1520).
- 19 ноября — Хуберт Вальрант — фламандский композитор, музыкальный педагог, нотоиздатель, теоретик музыки. Вальранту приписывают разработку новаторской семиступенной сольмизации (так называемую боцедизацию) и внедрение в традиционную Гвидонову сольмизацию слога Si (род. в 1516 или 1517).

Точная дата неизвестна
- Франческо Манелли[итал.], итальянский композитор эпохи барокко и музыкант, игравший на теорбе (ум. в 1667).